# Tianwang (köpinghuvudort i Kina, Jiangsu Sheng, lat 31,75, long 119,20)
Tianwang (kinesiska: 天王, 天王镇) är en köpinghuvudort i Kina. Den ligger i provinsen Jiangsu, i den östra delen av landet, omkring 52 kilometer sydost om provinshuvudstaden Nanjing. Antalet invånare är 47 397. Befolkningen består av 23 680 kvinnor och 23 717 män. Barn under 15 år utgör 11,0 %, vuxna 15-64 år 75 %, och äldre över 65 år 12,0 %.
Runt Tianwang är det tätbefolkat, med 459 invånare per kvadratkilometer. Närmaste större samhälle är Xuebu, 16,1 km öster om Tianwang. Trakten runt Tianwang består till största delen av jordbruksmark.
Genomsnittlig årsnederbörd är 1 331 millimeter. Den regnigaste månaden är juli, med i genomsnitt 251 mm nederbörd, och den torraste är december, med 37 mm nederbörd.